# 特瑞斯坦水雞
特瑞斯坦水雞（Gallinula nesiotis）是南大西洋特里斯坦-達庫尼亞群島上已滅絕及不能飛的秧雞。牠們的外觀像位於東南方395公里以外果夫島上的果夫島水雞。
特瑞斯坦水雞曾經很豐盛，但直至1873年就已經變得很稀少，到了19世紀因被獵殺、被入侵物種的掠食及失去棲息地而滅絕。現時正保存了數個特瑞斯坦水雞的標本，其中一個存放在哈佛大學。